# Ghusza Bolagh
Ghusza Bolagh – wieś w Iranie, w ostanie Azerbejdżan Zachodni, w szahrestanie Takab. W 2006 roku liczyła 172 mieszkańców.